# Водонапорная башня (Кожурла)
Водонапорная башня — памятник архитектуры, расположенный в селе Кожурла Убинского района Новосибирской области России. Объект культурного наследия регионального значения.
Находится на территории одноимённой с селом железнодорожной станции Кожурла. Северный (главный) фасад обращён к железной дороге. Включает в себя два яруса: нижний является квадратом, углы срезаны. Сделан из кирпича, имеет размеры 26,5 × 13,5 × 7 см, стены толщиной 1,2 м. Верхний — восьмигранный сруб (диаметр 25 см), сделан из брёвен, наружная обшивка — доски. По высоте сильно уступает нижнему. Крыша шатровая, её венчает вентиляционный фонарь (восьмигранный). Скаты кровли покрыты сделанными из металла листами. Архитектурное решение объекта основывается на контрасте ровных, вытянутых вертикально плоскостей двух ярусов строения: верхнего и нижнего, выполненных из разных материалов. К главному фасаду пристроен деревянный сделанный из досок тамбур (глубина 1,3 м, крыша с двумя скатами). На восточном и западном фасадах (нижний ярус) находились позднее заложенные арочные окна, обрамлённые кирпичными архивольтами. Тот же первый ярус увенчан консолями из кирпича (опорой служили кронштейны). Консоли также — основание второго яруса.
Плоскость стен верхнего яруса композиционно подразделяется на 3 уровня. В верхнем и нижнем доски сделаны вертикально, края внизу у досок верхнего уровня обработаны наподобие зубцов. В среднем уровне доски размещены горизонтально. На уровне верхнего ряда досок находятся 4 окна горизонтальной формы. Углы у сруба закрыты расположенными вертикально досками. На стороне северного фасада находится эркер из дерева, который завершает скатная кровля. Местонахождение эркера выделяет композиционную ось входа в сооружение, расположенного в первом ярусе. Изнутри стены нижнего яруса не оштукатурены, у верхнего они из брёвен, без обшивки, пол из бетона. Ярусы соединяются между собой металлической лестницей (проступи последней из досок). На втором ярусе находится сделанный из металла клепаный резервуар.
Размеры гидротехнического сооружения — 6,8 × 6,8 м.
Образец промышленной архитектуры периода окончания XIX – начала XX века, архитектурный стиль — кирпичный. Строительство было начато в 1893 и закончено в 1896 году. Оно выполнялось по типовому проекту для участка Транссиба, где расположена станция Кожурла. Заказчик — комитет Транссибирской магистрали. В 2000 году отнесена к категории памятников областного значения и включена в Государственный список.